# Desastre del Salón Versalles
El salón de bodas Versalles (en hebreo: אולמי ורסאי‎), localizado en Talpiot, Jerusalén, fue el sitio del desastre civil más mortífero de la historia de Israel. A las 22:43 horas del 24 de mayo de 2001, durante la boda de Keren y Asaf Dror, colapsó una enorme porción del tercer piso del edificio. Como resultado, 23 personas murieron al caer a través de los dos pisos inferiores, incluyendo el abuelo del novio de 80 años y su sobrino de 3 años, la víctima más joven. Otros 380 invitados resultaron heridos, incluyendo a la novia, quien sufrió una severa fractura de cadera y requirió de una cirugía. Asaf, quien salió casi ileso, rescató a su esposa de los escombros y la sacó en brazos del edificio.
El desastre impactó al pueblo israelí, no solamente por haber sido el peor derrumbe de un edificio en la historia del país, sino también porque la tragedia fue grabada por el camarógrafo de la boda y el video fue transmitido a través de la televisión local e internacional.

## Esfuerzos de rescate
La unidad de búsqueda y rescate, la Brigada de Rescate y Entrenamiento, el Mando del Frente Doméstico y la unidad de reserva "Yachtza", llevaron a cabo arduos esfuerzos de rescate. Estos comenzaron inmediatamente después del derrumbe y se extendieron hasta las 16:00 horas del sábado 26 de mayo (UTC+3). Finalmente, las fuerzas de socorro encontraron 23 cadáveres entre los escombros.

## Investigación
Una investigación del acontecimiento concluyó que el acontecimiento no fue causado por un ataque terrorista. Esto estuvo basado en el testimonio proporcionado por muchos de los invitados a la boda que se encontraban en el edificio en el momento del desastre. Los testigos informaron ver una grieta peligrosa en el piso antes del derrumbe. Una investigación inicial culpó del colapso al sistema Pal-Kal, un método de construcción de suelo de concreto usando un peso muy ligero, el cual fue prohibido en Israel poco después de finalizado el edificio del salón Versalles. Una investigación posterior señala una combinación de otras dos causas posibles.
Inicialmente, el lado que cayó del edificio fue diseñado para ser una estructura de dos pisos, mientras el otro lado fue diseñado para tener tres. A finales del proceso de construcción, se decidió que ambos lados del edificio debían tener igual altura, y se agregó una tercera planta al lado más bajo. Aun así, la carga viva es frecuentemente mucho más grande que la carga de diseño en un techo. Como resultado, la estructura que apoyaba la tercera planta, estuvo sometida a una carga mucho más grande que la que debía resistir originalmente. El efecto de este error debió ser de alguna forma mitigado por la construcción de muros divisores en el piso abajo, los cuales ayudaban a redistribuir el exceso de carga.
Pocas semanas antes del derrumbe, los dueños del salón decidieron quitar estos muros. Con el sostén de carga eliminado, el techo y el piso de arriba comenzó a presentar grietas de varios centímetros. Los dueños vieron estos agrietamientos como un problema estético e intentaron aminorarlo con empaste y relleno adicional. Aun así, esta estrategia no solo no proporcionó mayor soporte, sino que además introdujo una nueva y significante carga muerta en el área debilitada.
La gran cantidad de invitados a la boda en 2001 sobrecargó enormemente una sección del piso, resultando en la catástrofe. El ingeniero Eli Ron, creador del método Pal-Kal, fue arrestado y posteriormente condenado en agosto de 2002 con el cargo de homicidio involuntario. Ron no estuvo involucrado en el diseño ni en la construcción del edificio, pero sí había vendido los materiales a los dueños del mismo.

## Ley Versalles
Después del desastre, se aprobó la llamada «Ley Versalles» en el Parlamento de Israel. Esta ley estableció un comité especial responsable de tratar a las personas heridas en el desastre. Además, un comité de investigación oficial fue establecido por el entonces Primer ministro Ariel Sharon bajo la jefatura del exjuez Vardimos Zeilar, quién estaba a cargo de la seguridad de edificios y sitios públicos. El Comité de Construcción Segura investigó tanto el derrumbe del salón Versalles como el colapso del puente Maccabiah ocurrido en 1997 y liberó su informe final en diciembre de 2003.
En octubre de 2004, los tres dueños del salón Versalles —Avraham Adi, Efraim Adiv, y Uri Nisim— fueron condenados por homicidio involuntario y negligencia. Adi y Adiv fueron sentenciados a 30 meses de prisión, mientras que Nisim fue sentenciado a 4 meses de servicio comunitario.
El edificio fue demolido posteriormente y hasta el día de hoy el sitio se encuentra desocupado y cerrado. Frente a la calle donde se produjo el derrumbe, se construyó un jardín conmemorativo con los nombres de la víctimas grabados en una pared.
En mayo de 2007, Eli Ron y tres ingenieros implicados en la construcción del edificio fueron sentenciados a prisión por el Tribunal del Distrito de Jerusalén: Eli Ron recibió una condena de 4 años, Shimon Kaufman y Dan Sheffer una de 22 meses, y Uri Pessah una de 6 meses. En diciembre de 2006, el tribunal había condenado a los 3 hombres por homicidio involuntario.

## Memorial
Se construyó un jardín conmemorativo de las víctimas cerca del sitio de desastre.

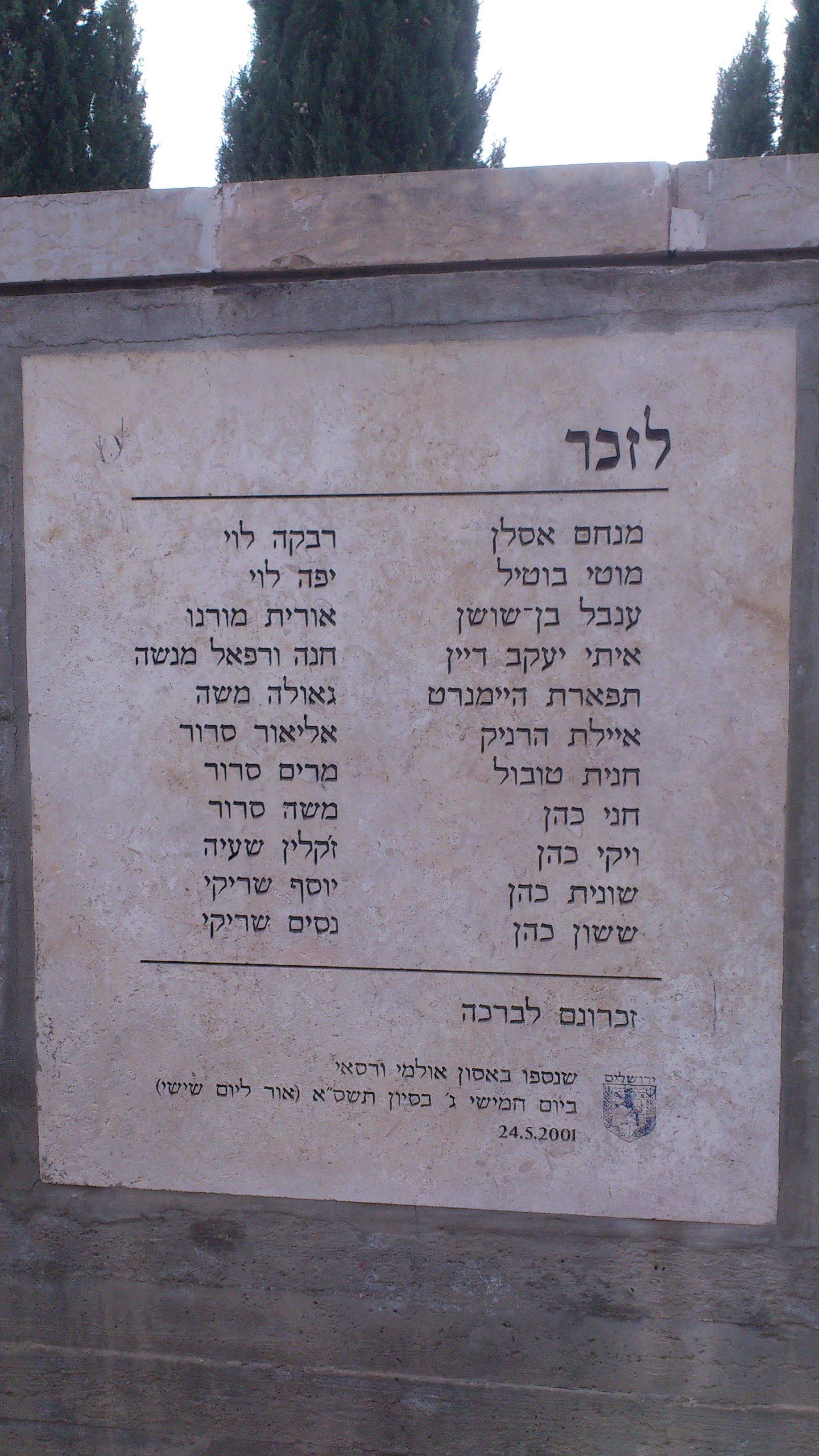
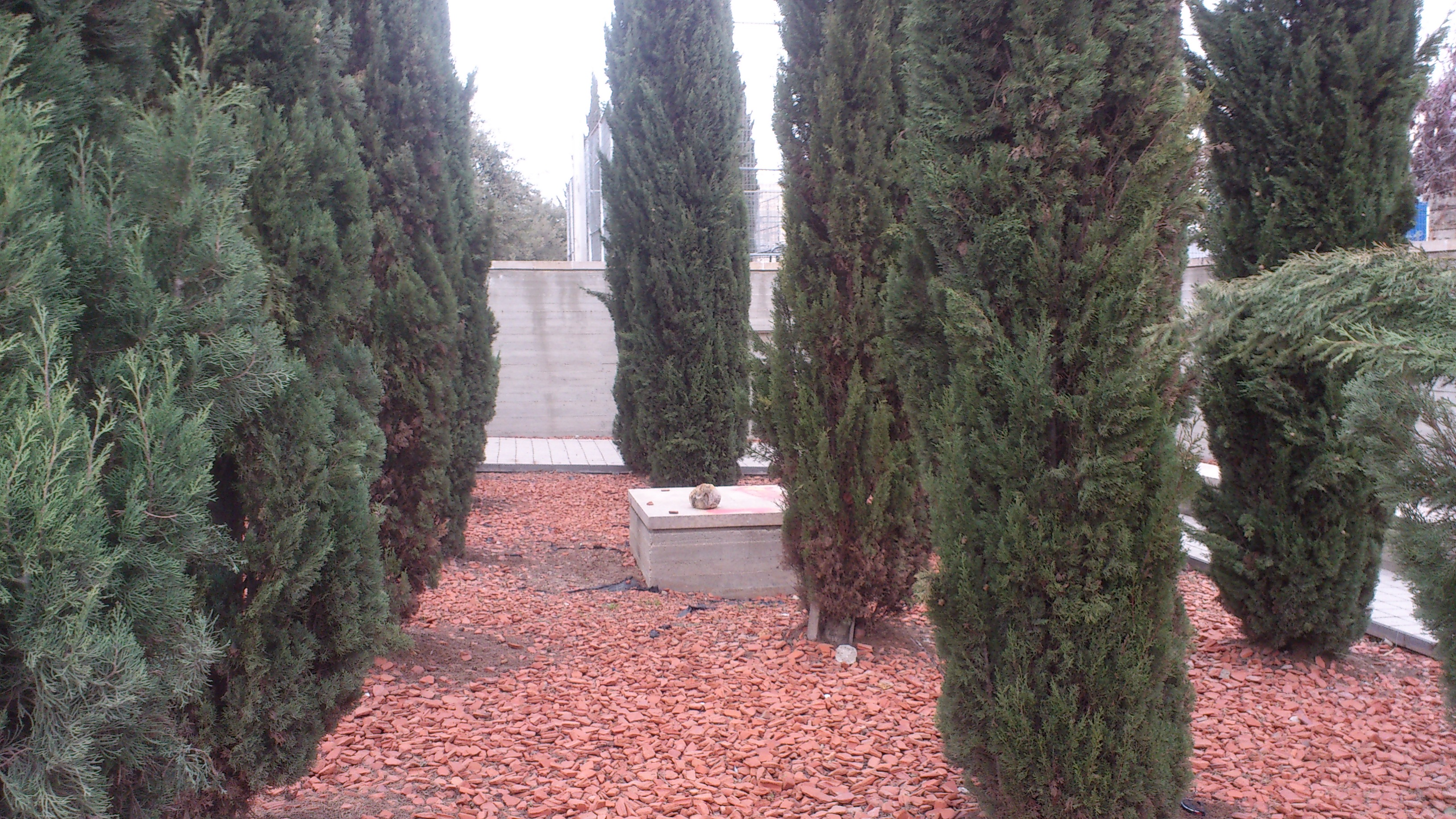
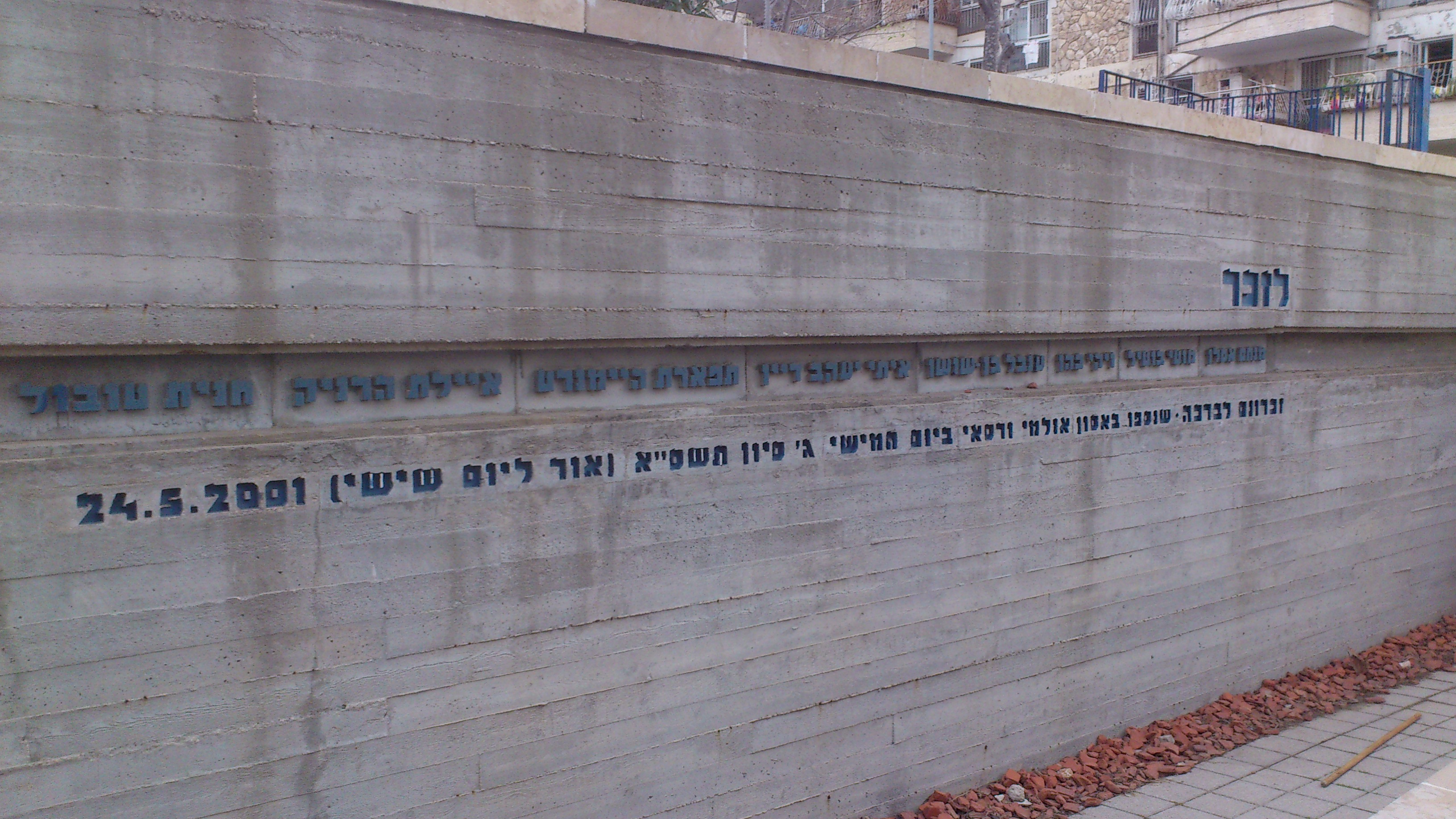
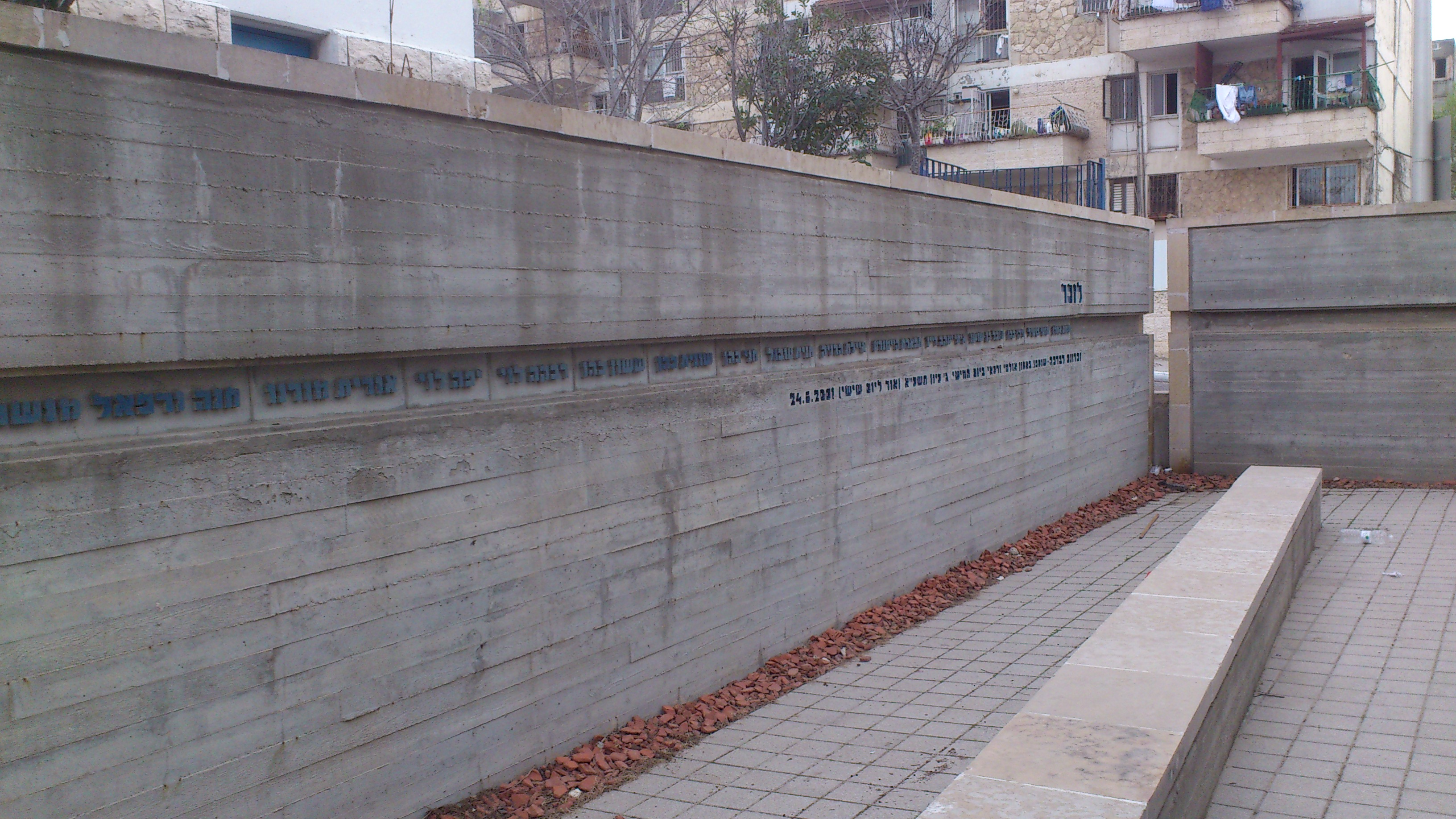
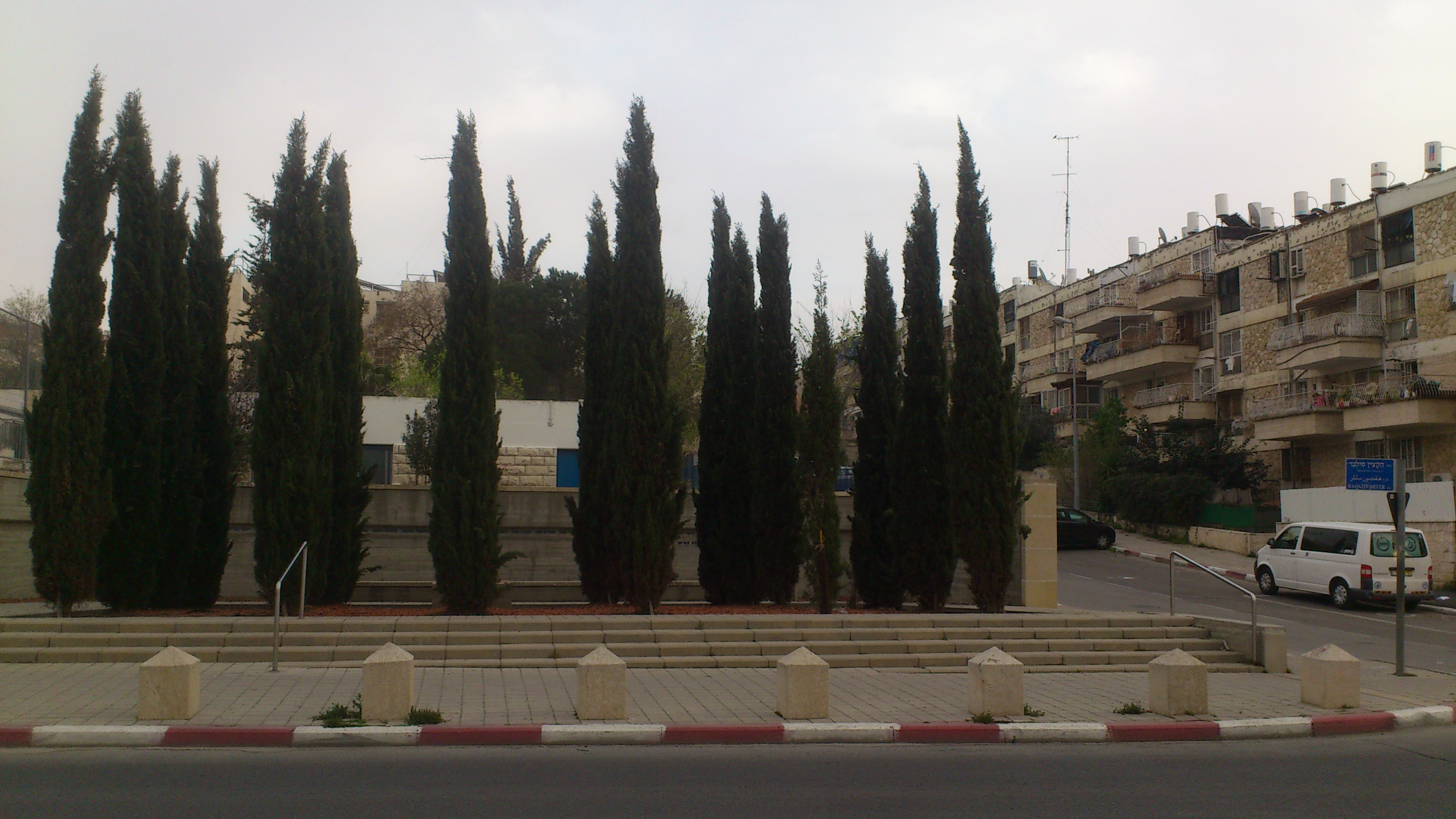